# Colin Harvey
James Colin Harvey (* 16. November 1944 in Liverpool) ist ein ehemaliger englischer Fußballspieler und -trainer. Zumeist im zentralen Mittelfeld eingesetzt, war er Ende der 1960er- und Anfang der 1970er-Jahre Teil der erfolgreichen Mannschaft des FC Everton, die 1966 den englischen Pokal und vier Jahre später die englische Meisterschaft gewann. Mit Alan Ball und Howard Kendall bildete er während dieser Zeit eine spielerische Achse, die als „Holy Trinity“ (Heilige Dreifaltigkeit) Berühmtheit erlangte. Nach seiner aktiven Laufbahn diente er den „Toffees“ in verschiedenen Trainerfunktionen, und während der nächsten Erfolgsperiode des FC Everton in den 1980ern war er Assistent des mittlerweile zum Cheftrainer aufgestiegenen Kendall. Nach dessen Abgang 1987 war Harvey dann für Everton bis 1990 selbst in sportlicher Hauptverantwortung tätig.

## Sportlicher Werdegang

### Spielerlaufbahn
Obwohl Harvey in eine Familie hineingeboren worden war, die stets leidenschaftlich dem FC Everton angehangen hatte, versuchte er sich mit einem Probetraining zunächst beim Rivalen FC Liverpool, bevor er dann doch seinen Weg im Oktober 1962 zu den „Evertonians“ fand. So plötzlich wie unerwartet kam er am 25. September 1963 zu seinem Debüt im Europapokal der Landesmeister, als das junge Talent vor 90.000 Zuschauern in San Siro gegen Inter Mailand „ins kalte Wasser geworfen wurde“. Verantwortlich dafür war der Ausfall des Abwehrspielers Jimmy Gabriel, der durch den offensiven Mittelfeldspieler Dennis Stevens vertreten wurde, und Stevens’ vakante Position hatte Harvey auszufüllen. Obwohl die Partie mit einer 0:1-Niederlage und dem Ausscheiden aus dem laufenden Wettbewerb endete, zeigte er eine selbstbewusste und reife Leistung, die ihn auch in späteren Jahren als Schlüsselspieler der „Toffees“ auszeichnen sollte.
Nachdem sich Harvey unmittelbar darauf weiter im Reserveteam zu beweisen hatte, erarbeitete er sich in der Saison 1964/65 sukzessive einen Stammplatz in der A-Mannschaft. Sein Beitrag im Mittelfeld des FC Everton wurde bei den eigenen Anhängern zunächst etwas verkannt, da er häufig im Schatten von Alan Ball und Howard Kendall stand. Mit seinen Stärken, die neben den technischen Fertigkeiten besonders in Ausdauer, Schnelligkeit und einem guten Zweikampfverhalten lagen, erarbeitete er sich aber rasch die notwendige Anerkennung, und das Mittelfeld-Trio wurde später als „Holy Trinity“ (Heilige Dreifaltigkeit) gefeiert. Harvey war deutlich defensiver orientiert und zeichnete sich mehr durch Qualitäten als Ballverteiler und mit einem guten Stellungsspiel aus. Als eine große Schwäche galt hingegen seine geringe Torgefährlichkeit und eine damit verbundene unterdurchschnittliche Quote bei lediglich 18 Ligatoren in zwölf Jahren. Selbst sein entscheidender Treffer zum 1:0-Sieg im FA-Cup-Halbfinale 1966 gegen Manchester United war in der Entstehensform glücklich und unbeabsichtigt. Kurz darauf siegte er mit seinen Mannen im Finale des englischen Pokals gegen Sheffield Wednesday mit 3:2 und gewann damit die erste bedeutende Trophäe in seiner aktiven Laufbahn. In der Folgezeit entwickelte sich Everton mit Hilfe der Kendall-Ball-Harvey-Achse zu einer Spitzenmannschaft, die zunehmend zu den erweiterten Meisterschaftsanwärtern zählte. Über den fünften Rang in der Saison 1967/68 und den dritten Platz im Jahr darauf gelang der Gewinn des Meistertitels schließlich in der Spielzeit 1969/70. Zum Erfolg steuerte Harvey 35 Ligapartien und drei Tore bei, und besonders sein 1:0-Führungstreffer per Weitschuss am drittletzten Spieltag gegen West Bromwich Albion (Endstand 2:0) blieb bei den Fans des FC Everton in Erinnerung.
Harvey befand sich 1970 auf seinem Karrierehöhepunkt, und die Fachwelt zeigte sich verwundert, dass er in der englischen Nationalmannschaft unberücksichtigt blieb. Nachdem ihn Trainer Alf Ramsey für die 1969er Tour nach Südamerika nominiert hatte, fehlte er im englischen Kader  anlässlich der Weltmeisterschaft 1970 in Mexiko. Maßgeblich mitverantwortlich dafür war eine Augenverletzung, an der er ab Weihnachten 1969 drei Monate lang litt. Zwar verpasste er dadurch nur wenige Pflichtspiele im Verein, aber sein Fitnessgrad entsprach zum Saisonende nicht Ramseys Anforderungen. Erst am 3. Februar 1971 bestritt Harvey gegen Malta (1:0) sein erstes und einziges A-Länderspiel. Zur Mitte der 1970er-Jahre musste Harvey dann im Vereinsfußball seiner kräftezehrenden Spielweise offensichtlich Tribut zollen und kurz nach Beginn der Spielzeit 1974/75 verließ er im September 1974 Everton in Richtung des Zweitligisten Sheffield Wednesday.
Bei den „Owls“ bestritt Harvey in knapp 14 Monaten 45 Ligaspiele und stieg 1975 in die Drittklassigkeit ab, bevor er 1976 seine aktive Karriere verletzungsbedingt beendete.

### Trainerkarriere
Unmittelbar nach dem Ende seiner Laufbahn wechselte Harvey ins Trainergeschäft. Dazu kehrte er auf Einladung von Billy Bingham zum FC Everton zurück, bei dem Harvey fortan die Betreuung der Jugendabteilung übernahm. Mit einer Nachwuchself, die mit Spielern wie Kevin Ratcliffe und Steve McMahon gespickt war, gewann Harvey 1977 den FA Youth Cup. Als Howard Kendall 1981 die Cheftrainerrolle übertragen worden war, beförderte ihn dieser zunächst zum Coach des Reserveteams und 1983 zu seinem direkten Assistenten. In der Funktion als „Nummer 2“ im Trainerstab gewann Harvey unter Kendall mit Everton 1984 den FA Cup, ein Jahr später den Europapokal der Pokalsieger sowie zweimal die englische Meisterschaft (1985 und 1987). Dabei schrieben nicht wenige Everton-Spieler zu dieser Zeit die großen Erfolge sehr betont Harvey zu und so verwunderte es wenig, dass er im Juni 1987 den zum spanischen Athletic Bilbao abgewanderten Kendall beerbte.
Wenngleich vergleichbare Erfolge wie kurz zuvor ausblieben, platzierte sich der FC Everton unter Harvey in den drei Spielzeiten bis 1990 stets im oberen Tabellendrittel und erreichte dazu 1989 das Endspiel im englischen Pokal, das mit 2:3 gegen den FC Liverpool verloren ging. Am letzten Oktobertag 1990 endete seine Amtszeit als Cheftrainer, nachdem Everton als Tabellen-18. einen sehr schwachen Saisonstart abgeliefert hatte. Kurz darauf übernahm Rückkehrer Kendall wieder die sportliche Leitung und Harvey ordnete sich ein weiteres Mal als sein Assistent in der Hierarchie unter. Die zweite Periode des Trainergespanns dauerte bis Ende 1993 an und knapp ein Jahr später heuerte Harvey als „zweiter Mann“ hinter Spielertrainer Graeme Sharp bei Oldham Athletic an – im Gegenzug zu Sharps Verpflichtung war Joe Royle von Oldham nach Everton gewechselt. Nach Sharps Demission im März 1997 ging auch Harvey, der kurze Zeit später als Assistent von Adrian Heath beim FC Burnley einen nächsten Arbeitgeber fand. Als jedoch nur wenige Monate später Kendall ein drittes Mal in Everton vorstellig wurde, kehrte Harvey dort zu seinen Ursprüngen zurück und übernahm wieder die Leitung der Jugendmannschaft. Nach 21 Jahren gewann er mit einem neuen Nachwuchsteam erneut den FA Youth Cup und mit jungen Talenten wie Francis Jeffers und Wayne Rooney zog er 2002 noch einmal ins Finale ein.
Wegen hartnäckiger Hüftprobleme beendete Harvey 2003 sein Trainerengagement.

## Titel/Auszeichnungen

### Als Spieler
- Englische Meisterschaft (1): 1970
- Englischer Pokal (1): 1966
- Charity Shield (1): 1970

### Als Trainer
- Charity Shield (1): 1987
- FA Youth Cup (1): 1977, 1998